# Antarchaea laevis
Antarchaea laevis là một loài bướm đêm trong họ Noctuidae.